# Куба на Чемпіонаті світу з водних видів спорту 2015
Куба взяла участь у Чемпіонаті світу з водних видів спорту 2015, який пройшов у Казані (Росія) від 24 липня до 9 серпня.

## Стрибки у воду
Кубинські спортсмени кваліфікувалися на змагання з індивідуальних та синхронних стрибків у воду.
Чоловіки
| Спортсмен                  | Дисципліна                 | Попередні змагання | Попередні змагання | Півфінали       | Півфінали       | Фінал           | Фінал           |
| Спортсмен                  | Дисципліна                 | Очки               | Місце              | Очки            | Місце           | Очки            | Місце           |
| -------------------------- | -------------------------- | ------------------ | ------------------ | --------------- | --------------- | --------------- | --------------- |
| Артуро Вальдес             | Трамплін, 1 метр           | 283.35             | 32                 | Н/Д             | Н/Д             | Завершив виступ | Завершив виступ |
| Артуро Вальдес             | Трамплін, 3 метри          | 290.95             | 53                 | Завершив виступ | Завершив виступ | Завершив виступ | Завершив виступ |
| Хейнклер Агірре            | Вишка, 10 метрів           | 393.80             | 24                 | Завершив виступ | Завершив виступ | Завершив виступ | Завершив виступ |
| Юсманді Пас                | Вишка, 10 метрів           | 249.00             | 47                 | Завершив виступ | Завершив виступ | Завершив виступ | Завершив виступ |
| Хейнклер Агірре Хосе Герра | Синхронна вишка, 10 метрів | 367.38             | 15                 | Н/Д             | Н/Д             | Завершив виступ | Завершив виступ |

Жінки
| Спортсменка           | Дисципліна                 | Попередні змагання | Попередні змагання | Фінал            | Фінал            |
| Спортсменка           | Дисципліна                 | Очки               | Місце              | Очки             | Місце            |
| --------------------- | -------------------------- | ------------------ | ------------------ | ---------------- | ---------------- |
| Яйма Мена Ання Рівера | Синхронна вишка, 10 метрів | 257.58             | 14                 | Завершили виступ | Завершили виступ |

## Плавання
Кубинські плавці виконали кваліфікаційні нормативи в дисциплінах, які наведено в таблиці (не більш як 2 плавці на одну дисципліну за часом нормативу A, і не більш як 1 плавець на одну дисципліну за часом нормативу B):
Чоловіки
| Спортсмен       | Дисципліна       | Попередній заплив | Попередній заплив | Півфінал        | Півфінал        | Фінал           | Фінал           |
| Спортсмен       | Дисципліна       | Час               | Місце             | Час             | Місце           | Час             | Місце           |
| --------------- | ---------------- | ----------------- | ----------------- | --------------- | --------------- | --------------- | --------------- |
| Армандо Баррера | 100 м на спині   | DSQ               | DSQ               | Завершив виступ | Завершив виступ | Завершив виступ | Завершив виступ |
| Армандо Баррера | 200 м на спині   | 2:00.92           | 25                | Завершив виступ | Завершив виступ | Завершив виступ | Завершив виступ |
| Луїс Вега       | 200 м комплексом | 2:09.53           | 44                | Завершив виступ | Завершив виступ | Завершив виступ | Завершив виступ |
| Луїс Вега       | 400 м комплексом | 4:29.57           | =36               | Н/Д             | Н/Д             | Завершив виступ | Завершив виступ |

Жінки
| Спортсменка   | Дисципліна           | Попередній заплив | Попередній заплив | Півфінал         | Півфінал         | Фінал            | Фінал            |
| Спортсменка   | Дисципліна           | Час               | Місце             | Час              | Місце            | Час              | Місце            |
| ------------- | -------------------- | ----------------- | ----------------- | ---------------- | ---------------- | ---------------- | ---------------- |
| Елісбет Гамес | 100 м вільним стилем | 57.52             | 49                | Завершила виступ | Завершила виступ | Завершила виступ | Завершила виступ |
| Елісбет Гамес | 200 м вільним стилем | 2:03.56           | 46                | Завершила виступ | Завершила виступ | Завершила виступ | Завершила виступ |
| Елісбет Гамес | 400 м вільним стилем | 4:21.36           | 36                | Н/Д              | Н/Д              | Завершила виступ | Завершила виступ |

## Синхронне плавання
Четверо кубинських спортсменок кваліфікувалися на змагання з синхронного плавання в наведених нижче дисциплінах.
| Спортсменка                    | Дисципліна              | Попередні змагання | Попередні змагання | Фінал            | Фінал            |
| Спортсменка                    | Дисципліна              | Очки               | Місце              | Очки             | Місце            |
| ------------------------------ | ----------------------- | ------------------ | ------------------ | ---------------- | ---------------- |
| Крісті Альфонсо                | соло, технічна програма | 66.8716            | 23                 | Завершила виступ | Завершила виступ |
| Крісті Альфонсо                | соло, довільна програма | 68.3667            | 26                 | Завершила виступ | Завершила виступ |
| Крісті Альфонсо Мелісса Алонсо | дует, технічна програма | 64.8561            | 38                 | Завершили виступ | Завершили виступ |
| Янела Чакон Одайліс Суарес     | дует, довільна програма | 66.0000            | =35                | Завершили виступ | Завершили виступ |